# Oinousses
Oinousses (in greco Οινούσσες?), conosciuta anche come Aignoussa (Αιγνούσα) o Egnoussa (Εγνούσα) è un gruppo di isole della Grecia, una più grande e otto piccole situate a circa 2 km a est di Chio e 8 km ad ovest della costa turca. Dal punto di vista amministrativo costituiscono un comune della periferia dell'Egeo Settentrionale (unità periferica di Chio) con 1 050 abitanti al censimento 2001

## Amministrazione
La principale località è Oinoússes (999 abitanti), sede amministrativa del comune. Gli altri due insediamenti sono Kástron (32 abitanti) e Aspalathrókampos (19 abitanti).

### Gemellaggi
Oinousses è gemellata con:
- Ribera